# Школа прикладних цифрових технологій
Школа прикладних цифрових технологій (фр. École des technologies numériques appliquées), відома як ETNA — одна з найпрестижніших вищих шкіл у Франції і один з найкращих навчальних закладів у сфері електроенергетичних та інформаційних наук.
Школа є членом мережі IONIS Education Group.